# My Little Pony: Дружба — це диво (відеогра)
My Little Pony: Дружба — це диво (англ. My Little Pony: Friendship Is Magic, дос. «Мій маленький поні: Дружба — це магія») — відеогра, заснована на однойменному мультсеріалі, розробленому компанією Gameloft для більшості пристроїв iOS і Android і рекомендована дітям віком від 5 до 12 років. Гра була офіційно випущена 8 листопада 2012 року.
У грі Твайлайт Спаркл просить гравця допомогти їй відновити рідне місто Понівіль після того, як воно потрапило в тінь Найтмер Мун. Для цього гравець використовує внутрішньоігрову валюту та інші зібрані скарби, щоб побудувати будинки, щоб привезти в місто більше поні, а потім вони створять бізнес, на якому вони зможуть працювати та заробляти гроші. Міні-ігри можна використовувати, щоб підвищити рівень навичок кожного поні, кваліфікуючи його для роботи на роботах, які можуть допомогти отримати більше доходу. Хоча в основному грають як однокористувацьку гру, гравці можуть відвідати версії Понівіля своїх друзів, а також залишити та прийняти подарунки, щоб допомогти своєму власному містечку. Ця гра керується системою квестів і досвіду. Незважаючи на те, що Gameloft розробив гру для цільової авдиторії шоу – молодих дівчат, вони також включають відсилки на дорослий фендом франшизи.
Незважаючи на те, що гра була в цілому добре прийнята, її критикували як приклад, що лежить в основі безкоштовних ігор, де гравець повинен витрачати реальні гроші, годувати свого поні або чекати дуже довгий період часу, щоб приєднатися до гри.

## Ігровий процес
Історія My Little Pony: Дружба — це диво починається після того, як Найтмер Мун кинула темну тінь на Понівіль, який спустошує всіх його мешканців. Твайлайт Спаркл та її помічник Спайк хочуть знайти спосіб реконструювати Понівілля, зокрема повернути інших носіїв Елементів Гармонії — Епплджек, Флаттершай, Пінкі Пай, Рейнбов Деш і Раріті — щоб допомогти перемогти принцесу Луну та Кошмар Мун.
Для цього гравець допомагає Twilight Sparkle, будуючи будинки для своїх друзів-поні, купуючи їх у міжнародному магазині гри. Як тільки поні прибудуть, вони зможуть будувати бізнес і призначати поні, які там працюють. Кожному бізнесу потрібна фіксована кількість часу, щоб фактично створити свій продукт, який потім може зібрати гравець. Це може нагородити гравця «бітами» (ігровою валютою), очками досвіду та іншими скарбами, використаними для придбання предметів пізніше в грі; це можуть включати уламки, що представляють Елементи Гармонії, які необхідно намалювати у п’яти друзях Твайлайт Спаркл (Рейнбов Деш, Пінкі Пай, Флаттершай, Раріті та Епплджек) і спробувати перемогти принцесу Луну і навіть Найтмер Мун. Підприємства можуть створити один з двох або більше предметів, хоча для другого потрібно найняти другого поні, який також може працювати там. Кожен персонаж поні має оцінку від нуля до п’яти зірок, що означає рівень майстерності. Для певного бізнесу може знадобитися мінімальний рівень кваліфікації або на Twilight Sparkle. Рівень навичок кожного поні з часом може збільшуватися, якщо брати участь у іншій міні-грі з поні, наприклад, ловити, падати яблука або безперервно відбивати м’яч.
Гра може керуватися квестами, які керує гравець, щоб побудувати багато певних об’єктів, щоб залучити певних поні в Понівілл, або виконувати інші дії, наприклад, розчищати затінені землі, щоб розширити простір для забудови, прибрати сміття, заробити нагороди. або додати декоративні об’єкти в місті. Гравець може редагувати бажане розташування будівель і прикрас після первинної покупки. Виконання квестів може бути трохи складним, але ви заробите біти та очки досвіду; отримання достатнього досвіду дозволяє гравцеві отримати рівень або близько того, заробляючи більше бітів, дорогоцінних каменів, відкриваючи додаткові поні та будівлі, які можна придбати. Крім того, використовуючи інтеграцію Gameloft або Facebook, гравець може відвідати Ponyville своїх друзів (наприклад, Twilight Sparkle) і залишити подарунки у вигляді кришталевих сердечок.
Хоча більшість поні та будівель можна купити за допомогою біт, деякі вимагають використання дорогоцінних каменів, рубінів або кришталевих сердець. Крім того, можна прискорити такі дії, як будівництво нової будівлі або бізнес, що виробляє товар, витративши більше дорогоцінних каменів. Самоцвіти та шматочки можна придбати за реальні гроші в магазині Gameloft або на вебсайті My Little Pony: Дружба — це диво.
Додатковим компонентом є The My Little Pony: Equestria Girls, заснована на музичній грі, створеній за зразком популярної гри Dance Dance Revolution і Just Dance від Konami. Гравці можуть пальцями торкатися по екрану в такт музиці. Пісні, які представлені в грі, включають тематичну пісню The Equestria Girls і "Cafeteria Song", а також у багатьох минулих піснях My Little Pony.
Гра неодноразово оновлювалася, включаючи додатковий вміст, такий як нові поні, міні-ігри, пригоди, будівлі та квести, заснований на епізодах «Напередодні тепла», «Весілля в Кантерлоті», «Чарівні таємничі ліки», «Принцеса Твайлайт Спаркл», «Sisterhooves Social» та фільми «My Little Pony: Дівчата з Еквестрії» і «My Little Pony у кіно». Були створені спеціальні сюжетні лінії, засновані на епізодах «Хвіст, що зігріває вогнище», «Весілля в Кантерлоті», «Кришталева імперія», «Повернення гармонії» та художнього фільму «My Little Pony: Дівчата з Еквестрії - Легенда про Еверфрі». Також були представлені персонажі коміксів My Little Pony: Дружба — це диво, а також кілька персонажів, які були ексклюзивними для гри. Головними героїнями відеоігри є Твайлайт Спаркл, Рейнбов Деш, Пінкі Пай, Флаттершай, Раріті та Епплджек.

## Розробка
Hasbro і Gameloft оголосили про ліцензійне партнерство в червні 2012 року, що дозволило останньому розробляти ігри на основі властивостей Hasbro; У цьому оголошенні було виявлено, що одна з перших ігор була заснована на My Little Pony: Дружба — це диво для більшості мобільних пристроїв, яка в кінцевому підсумку з’явиться до кінця 2012 року.

## Сприйняття
Мішель Старр з CNET Australia була набагато більш критичною до фриміум-природи гри: щоб прогресувати в квестах, гравець повинен придбати певних персонажів, деякі з яких можуть потребувати дорогоцінних каменів для покупки або продажу. Хоча гравець продовжує заробляти досвід, здобувати рівні, заробляти нагороди та заробляти дорогоцінні камені будь-яким іншим способом без необхідності платити додаткові гроші, час для збору достатньої кількості дорогоцінних каменів може бути надзвичайно довгим; Старр Велтон підрахував, що одному гравцеві доведеться грати щонайменше 3 роки, щоб отримати достатню кількість дорогоцінних каменів, щоб отримати останнього необхідного персонажа, або в іншому випадку вони можуть витратити близько 30 доларів США, щоб їх купити. Старр Велтон припускав, що механіка або змушує гравця вкладати зайві гроші в гру, або в іншому випадку їм доведеться відмовитися від них, коли вони не зможуть легко просуватися далі.  Так само, Harley Ogier для Stuff.co.nz розкритикував початкову схему ціноутворення в грі, визнаючи або грошові, або тривалі інвестиції, які були необхідні просто для збору дорогоцінних каменів та основної історії, і що такий тип монетизації є образливим для дорослих гравців. і розчаровує маленьких дітей, які не знають, чому вони не можуть грати або закінчувати гру.  Пітер Веллінгтон з Pocket Gamer також скаржився на те, що темп гри в плані отримання бітів та інших скарбів для розширення дуже повільний, і, незважаючи на те, що основним джерелом бітів здебільшого є міні-ігри, це може зробити гру дуже нудною для дуже мала винагорода навіть після того, як вони грали приблизно тиждень.
У відповідь на скарги щодо вартості, Gameloft також оприлюднила зміну цін, які були в ігровому магазині на початку грудня 2012 року, зокрема, зменшивши вартість поні, для яких потрібні дорогоцінні камені, на дуже велику суму; наприклад, Рейнбов Деш, одна з основних поні, яка потрібна для завершення сюжетного режиму гри, була знижена з 500 самоцвітів до 90 дорогоцінних каменів. Ціна все ще вважалася високою, або після того, як користувач вимагав чекати кілька місяців, щоб зібрати десяток дорогоцінних каменів, або заплатити реальні гроші за купівлю самих дорогоцінних каменів, що поставило під сумнів модель «freemium», яку використовувала більшість компаній, як-от Gameloft. Gameloft, у відповідь на скарги після зниження вартості дорогоцінних каменів, вважав, що більшість з них були від старших шанувальників шоу, які воліли б завершити гру надмірно і швидко, замість того, щоб мати цільову авдиторію молодших дівчат; Льюїс Діґбі з Gameloft заявив, що більшість ігор мають бути вільними, і що «нам потрібно продавати більше внутрішньоігрового контенту, якщо ми хочемо бути прибутковими». Станом на березень 2013 року гру завантажило понад 5,4 мільйона разів. До 2016 року ця цифра зросла до 40 мільйонів.